# Тимербулатов, Шамиль Харисович
Тимербулатов, Шамиль Харисович (тат. Шамил Харис улы Тимербулатов, 25 сентября 1950, Казань — 30 мая 2013, Казань) — татарский композитор, Заслуженный деятель искусств Республики Татарстан (1995), Заслуженный деятель искусств Российской Федерации (2005), Лауреат Государственной премии Республики Татарстан имени Габдуллы Тукая (2013).

## Биография
Шамиль Харисович Тимербулатов родился 25 сентября 1950 года в г. Казани.
После окончания в 1967 году музыкальной школы поступил в Казанское музыкальное училище на отделение народных инструментов в класс баяна.
С 1972 по 1977 гг. обучался в Казанской государственной консерватории.
С 1978 по 1980 гг. прошёл ассистентуру — стажировку в Казанской консерватории в классе композитора А. Б. Луппова.
Ушел из жизни 30 мая 2013 года.

## Творчество

### Основные сочинения
Симфонические
- Концертино для двух роялей с оркестром (1972)
- Симфония № 1 «Спрячьте бомбу» (1978)
- Симфония № 2 «Дыхание земли» (1994)
- Симфония № 3 «Время столетий» (2000)
- Симфония — оратория № 4 «Надежда» на слова Г. Тукая и Р. Файзуллина
- Концерт — рапсодия для фортепиано с оркестром (2000)

и другие.
Вокально — симфонические
- Кантата «Мать» для хора и оркестра на слова М. Джалиля и М. Тимербулатова

Для оркестра народных инструментов
- Концерт для баяна с оркестром (1978)
- Концертные фантазии «Оч почмак» (2001) и «Карт өянке» (2002)
- Концерт для домры с оркестром (2005)
- Концерт для балалайки с оркестром (2005)

Камерно инструментальные
- Соната для виолончели и фортепиано (1973)
- Квартет для деревянных духовых инструментов (1974)
- Струнный квартет (1975)

и другие.
Вокальные
- Вокальный цикл «Хатлар язмышы» на слова Ш. Тимербулатова (1973)
- Вокальные циклы «Яланда» (1978), «Тамырлар» (1984) на слова Р. Файзуллина

и другие.

## Звания и награды
- Заслуженный деятель искусств Республики Татарстан (1995).
- Заслуженный деятель искусств Российской Федерации (2005)
- Государственная премия Республики Татарстан имени Габдуллы Тукая (2013)